# Ford 999

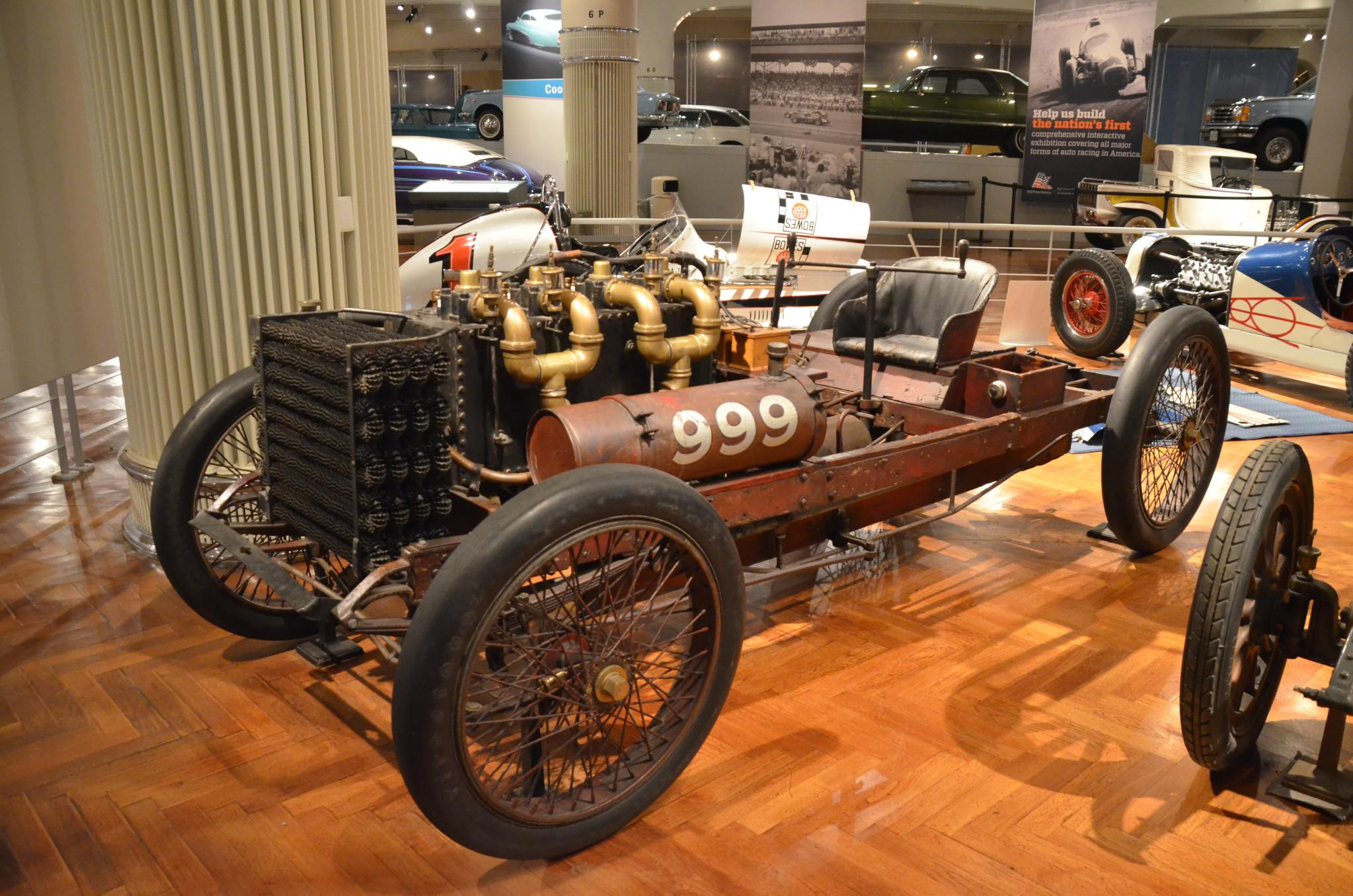
El 999 expuesto en el Museo Henry Ford

El nombre Ford 999 se utilizó para denominar a dos coches diseñados para competir en pruebas de velocidad. Los dos vehículos, construidos por Henry Ford a principios del siglo XX, eran muy similares. Aunque comenzaron como proyectos separados (uno pintado de rojo y el otro de amarillo), eran prácticamente idénticos mecánicamente, y sus componentes (y, en última instancia, sus nombres) se intercambiaron entre los dos coches según fuera necesario, lo que hizo que tanto su identidad como su historia sean inseparables.

## Creación
Henry Ford tuvo un interés inicial en los automóviles de carreras, habiendo construido y conducido en 1901 un modelo de 26 CV que ganó una carrera contra Alexander Winton y otros rivales. Fue a partir de los beneficios de esta carrera que Ford creó la Henry Ford Company. En marzo de 1902, abandonó esta compañía original por disputas con sus accionistas y con Henry Leland, llevándose con él sus 900 dólares y los planos de un prototipo de carreras. En ausencia de Ford, Leland se hizo cargo de la compañía, que en 1902 se convertiría en la Cadillac Motor Company.
Henry Ford colaboró con el corredor de bicicletas Tom Cooper y un equipo de varios asistentes para crear dos coches de carreras similares, que todavía no tenían nombre, a partir de los planos que había traído de su antigua compañía. Fueron pintados de rojo y de amarillo respectivamente. El resultado fue un gran motor con un chasis simple, sin ningún tipo de carrocería. Los dos coches fueron diseñados extremadamente fuertes, con un motor de cuatro cilindros en línea de 1156 pies cúbicos (18.9 L), un volante de inercia de 230 libras (104,3 kg), un diámetro de 7,25 pulgadas (184,2 mm) y una carrera de 7 pulgadas (177,8 mm). La potencia, según distintas fuentes, estaba comprendida entre 70 y 100 CV. No disponía de suspensión trasera, ni de diferencial, y la dirección estaba controlada por una sencilla barra de metal pivotante, similar al manillar recto de una bicicleta de montaña, pero con empuñaduras verticales en los extremos para operarla. El costo total del proyecto fue de 5000 dólares.
Aunque el nombre de Ford estaba relacionado con los dos automóviles y la propaganda subsiguiente, Ford había vendido su participación en ellos a Barney Oldfield y Cooper por 800 dólares. Los problemas comenzaron cuando los dos coches se negaron a ponerse en marcha durante una prueba de conducción dos semanas antes de la primera carrera. En última instancia, Ford renunció a su parte del dinero de las carreras, pero se reservó el derecho a las promociones y publicidad de los coches, lo que aseguró la presencia de su imagen detrás de sus eventuales éxitos. Mientras tanto, fundó la Ford Motor Company, que superaría a la empresa de Winton en términos de producción a finales de 1903.
En el verano de 1902, Cooper y Oldfield realizaron un trabajo adicional y consiguieron que el coche rojo funcionara. Fue nombrado 999 en referencia al Empire State Express No. 999, una  locomotora de vapor estadounidense del tipo 4-4-0 que había establecido el récord mundial de velocidad con una marca de 112,5 millas por hora (181,1 km/h) el 10 de mayo de 1893, siendo el primer vehículo construido por el hombre que superaba las 100 millas por hora (160,9 km/h) con su propia propulsión. El amarillo fue nombrado Arrow, evocando una elegante flecha volando por el aire.

## Carreras
Oldfield, a pesar de no tener absolutamente ninguna experiencia como piloto, aprendió a competir con el 999. En su debut de octubre de 1902, una carrera de 8 kilómetros (5 millas) conocida como la Copa del Desafío de Fabricantes, a pesar de la fuerte apuesta una vez más de Winton (que fue la revancha que Ford había planeado originalmente), Oldfield ganó con facilidad. El 999 estableció un récord de velocidad en la pista de Grosse Pointe, y luego recorrió América y se anotó muchas otras victorias. Cooper conservó la propiedad del automóvil para su carrera deportiva, mientras que Oldfield finalmente pasó a pilotar para Winton, contra quien había competido desde el principio.

## Récord de velocidad sobre el hielo
El Arrow también tuvo una exitosa carrera deportiva, pero su incidente más famoso estaba por llegar. Se estrelló en septiembre de 1903 durante una prueba, matando al conductor Frank Day. Sin embargo, Henry Ford compró nuevamente el coche y lo reparó con la intención de realizar una carrera de velocidad en un lago helado. Lo renombró como 999, ya que el auto rojo original ya había sido retirado, y la prensa se refirió a él como el "nuevo 999", "Red Devil", o una combinación de los dos.
El 12 de enero de 1904 en New Baltimore, Míchigan, Henry Ford condujo personalmente el 999 con su mecánico Ed "Spider" Huff al acelerador. Se logró un nuevo récord de velocidad en tierra de 91,37 millas por hora (147,05 km/h) en una pista de hielo preparada en la Bahía de Anchorage del Lago Saint Clair. El récord se mantuvo durante solo unas pocas semanas, aunque el lapso de tiempo fue suficiente para proporcionar más publicidad para la recién creada Ford Motor Company.